# Z 92050
,,
Les Z 92050 étaient une série de six rames automotrices électriques à deux niveaux utilisées par la SNCF sur le réseau TER Nord-Pas-de-Calais. Leur numérotation commençait par un « 9 » traduisait leur appartenance à un tiers à la SNCF : elles appartiennent en effet directement à la région Nord-Pas-de-Calais. Elles étaient directement dérivées des Z 20500 utilisées en Île-de-France sur le réseau Transilien.

## Histoire

### Des Z 2N pour le Nord-Pas-de-Calais
Au début des années 1990, la région Nord-Pas-de-Calais, densément peuplée, s'intéresse au matériel automoteur à deux niveaux produit pour le réseau de la banlieue parisienne afin d'équiper ses lignes les plus chargées, dans l'attente de la mise au point d'un matériel TER à deux niveaux, futur Z 23500, alors seulement au stade de la conception. La région souhaite par ailleurs accompagner les électrifications de lignes récemment mises en œuvre dans le cadre du TGV Nord. L'Île-de-France est à cette époque progressivement dotée d'un parc de 194 rames de type Z 2N, les Z 20500. En 1994, la région Nord-Pas-de-Calais passe en conséquence commande d'une petite série de seulement six rames de type Z 20500. Le parc est livré de fin mai à décembre 1996.
Si la série était techniquement identique au parc francilien, l'aménagement différait par sa livrée extérieure, jaune et bleu foncé, et surtout par son aménagement intérieur plus confortable, avec quatre places de front au lieu de cinq. En outre, ces trains disposaient également de toilettes dans les motrices, d'où l'absence de fenêtres sur leur flanc droit entre l'intercirculation et la porte d'accès la plus proche de cette dernière. Dès leur livraison, les rames sont engagées sur les dessertes à fort trafic, soit de Lille à Arras, Lille - Valenciennes - Aulnoye et Lille - Hazebrouck. Toutefois, après moins de vingt ans de carrière et à la suite de la livraison de matériel à deux niveaux de conception plus récente, Z 23500, Z 24500 (TER 2N NG) puis Z 55500 (Regio 2N), ce petit parc est finalement rétrocédé à la région Île-de-France. En attendant son transfert effectif, le parc est déployé sur les relations de Lille à Béthune, Lens, Dunkerque et Douai, ainsi que sur la liaison de Lille à Valenciennes et Maubeuge.

### Départ pour l'Île-de-France
Le conseil du syndicat des transports d'Île-de-France (STIF) du 13 décembre 2012 a voté l’acquisition de ces six engins. Le budget de cette transaction est de 16,5 millions d’euros et est financé pour moitié par le STIF et par la SNCF, exploitante du réseau Transilien. Cette mesure permettra de renforcer le parc de Z 20500 du RER D dans la perspective d'une augmentation de l'offre sur cette ligne. En effet, elles seront déployées, après mise au type et équipement à agent seul (EAS), sur la ligne P du Transilien (réseau de banlieue Paris-Est) qui libérera en contrepartie et progressivement six Z 20500 à cinq caisses pour équiper la ligne D à partir de 2014,,.

## Dépôt titulaire

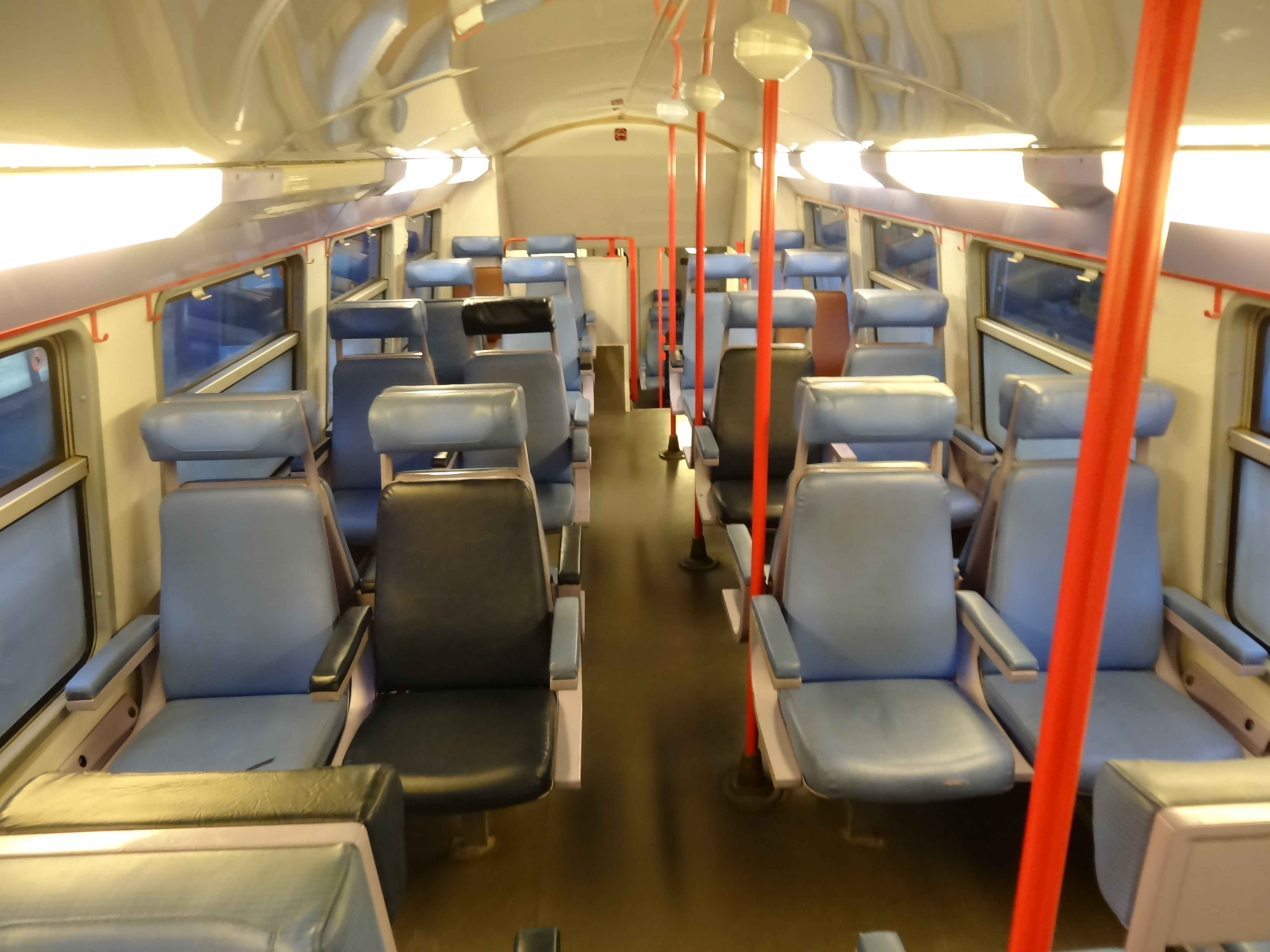
Salle haute d'une rame Z 92050 du TER Nord-Pas-de-Calais.